# The Ultimate Fling
«The Ultimate Fling» — первый сингл из альбома Revolution Roulette финской рок-группы Poets of the Fall. Релиз состоялся в Финляндии 6 февраля 2008 года. На сингле представлены три версии титульного трека, а также концертная запись композиции Fire, открывающей второй студийный альбом коллектива — Carnival of Rust. Концертная версия была записана во время выступления Poets of the Fall на рок-фестивале Ankkarock Festival 2007 5 августа.
В официальном чарте финских синглов диск занял второе место.

## Список композиций
1. The Ultimate Fling (продюсерская версия) (4:23)
2. The Ultimate Fling (режиссёрская версия) (7:01)
3. The Ultimate Fling (альтернативная импровизированная версия) (4:43)
4. Fire (концертная версия (Ankkarock, 2007)) (5:16)

## Чарты
| Чарт (2008)          | Наивиысшая позиция |
| -------------------- | ------------------ |
| Чарт финских синглов | 2                  |